# Dorothy Warenskjold
Dorothy Lorayne Warenskjold (San Leandro, Califòrnia, 11 de maig, 1921 - Lenexa, Kansas, 27 de desembre, 2010), va ser una soprano lírica estatunidenca que va tenir una carrera activa en òpera, concerts, ràdio, televisió i recitals des de mitjans de la dècada de 1940 fins a principis de la de 1970. Va fer diverses gravacions per a Capitol Records; altres gravacions es van publicar posteriorment a partir de material restaurat. Va néixer, i es va formar i va residir completament a Califòrnia, en una època en què les files dels cantants clàssics estaven dominades per Europa o Nova York. A més de l'aclamació de la crítica per les seves impecables actuacions operístiques, va aconseguir diverses dècades d'ampli afecte per part d'oients cultes de tota l'Amèrica del Nord no metropolitana, per la seva combinació de radiotelevisió i recitals en gires. Tanmateix, el seu èxit inicial va ser seguit per un oblit posterior. L'expresident de la Simfònica de Chicago, Henry Fogel, va escriure: 
| « | "Warenskjold era una excel·lent soprano lírica que es mereixia una carrera més gran que la que va tenir". | » |

## Primers anys
Dorothy Warenskjold era l'única filla de William Earl Warenskjold. El seu avi patern, Axel Warenskjold, havia immigrat sol de Noruega als 15 anys (deixant enrere 19 germans), i es va convertir en inventor, industrial i mecenes de les arts, nomenat cavaller pel rei noruec Haakon VII.

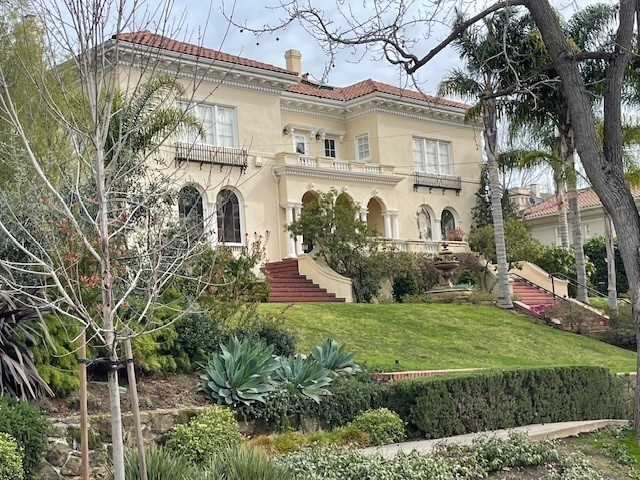
Mansió Axel Warenskjold, 50 Bellevue Ave., Piedmont CA

La seva mare, Mildred Stombs, era pianista, cantant i entrenadora d'òpera professional.
Warenskjold va créixer a la propera ciutat d'Oakland, Piedmont i Diablo. Va assistir a l'escola privada Miss Wallace's i va participar activament en la música i el teatre de l'escola, i va guanyar el premi de matemàtiques en graduar-se. Era popular per la seva amabilitat i per la seva gran forma atlètica, i gaudia de la natació, el golf i l'equitació. El seu joc de tennis a la seva joventut es va apropar als nivells professionals; havia entrenat amb el mateix entrenador que el campió de tennis Don Budge.[20] Mantindria una condició física i en forma durant tota la seva carrera de cantant.
Planejant ser advocada, va cursar formació pre-legal al Mills College d'Oakland i a la UC Berkeley, fins al seu tercer any, quan Mabel Riegelman va començar a donar-li classes de cant.[21] Es va graduar al Mills College el 1943 amb una llicenciatura en idiomes i una especialització en música.
Els seus estudis universitaris li permetrien més tard cantar en almenys 8 idiomes.

## Carrera professional
Carrera operística a San Francisco

Com a cantant d'òpera, Warenskjold va treballar principalment amb l'Òpera de San Francisco (SFO). El fundador Gaetano Merola l'havia vista mentre dirigia una transmissió de "The Standard Hour" des de la Fira Estatal de Califòrnia, a Sacramento. La soprano va debutar el 7 d'octubre de 1948 com a Nannetta a Falstaff de Giuseppe Verdi. El seu debut va acabar accelerant-se, amb poca antelació, relacionat amb una possible emergència de càsting a l'òpera, i a la Nannetta, musicalment més difícil (encara que menys exposada), en comparació amb la Micaela a Carmen, anunciada originalment. William Steinberg, de la Filharmònica de Nova York, dirigia; ella no havia estudiat anteriorment Nannetta ni havia pujat a un escenari d'òpera professional. La resposta de la crítica va ser molt positiva.

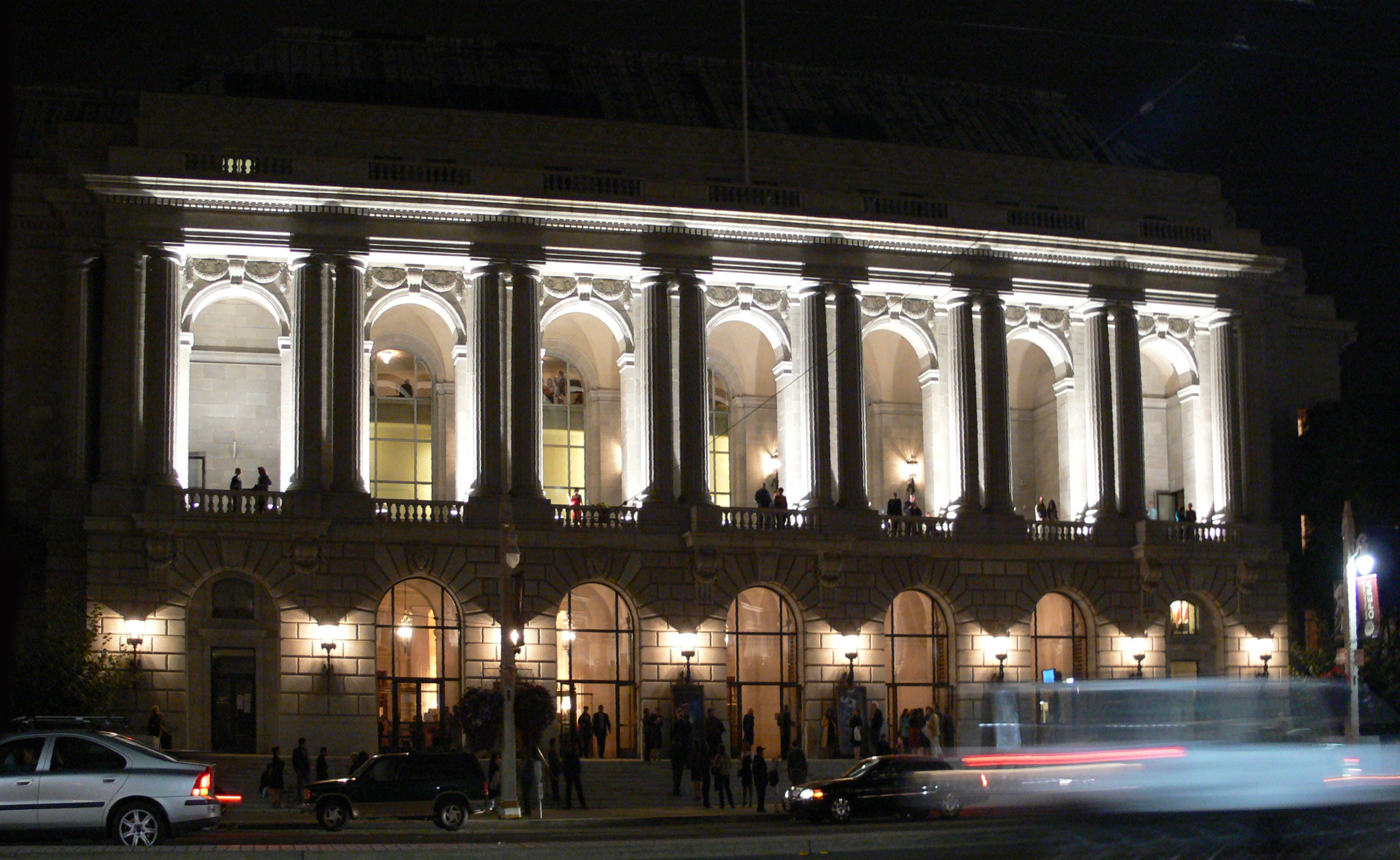
Casa de l'Òpera Memorial de Guerra de San Francisco a la nit

Va interpretar Micaela el 17 d'octubre, tal com estava previst originalment; el crític del San Francisco Chronicle, Alfred Frankenstein, va escriure: "Poques vegades hi ha un públic que doni a Micaela una ovació tan gran".
Va cantar amb l'OFS durant les següents vuit temporades consecutives (1948-1955), interpretant papers com Antònia a Els contes d'Hoffmann, Cherubino a Les noces de Fígaro, Lauretta a Gianni Schicchi, Marzelline a Fidelio, Micaëla a Carmen, Mimì a La Bohème, Pamina a La flauta màgica, Sophie a Werther, Liù a Turandot i Sophie a Der Rosenkavalier.
Un esdeveniment notable va tenir lloc a Turandot, l'11 d'octubre de 1953, quan Warenskjold es va disciplinar per interpretar l'esclava Liù l'endemà de la mort sobtada del seu pare per un atac de cor. L'estrella de la Metropolitan Opera i de la SF Opera, Licia Albanese, amiga de Warenskjold, era present a la casa i potencialment podia prendre el relleu si ella s'esfondrava, però no era necessària. La sinergia del tràgic paper de Liù —lluitant sota tortura per salvar els seus homes— amb la situació emocional de la soprano (aleshores coneguda a tot el War Memorial Opera House) va produir un resultat que va deixar un públic atordit i va ser esmentat per més de 50 diaris, inclosos els de la costa est. Es va fer una gravació de transcripció pròpia, que també va ser distribuïda per Armed Forces Radio Network; la sinistra ària final de Liù, Tu, che di gel sei cinta, d'aquesta actuació apareix al CD de Cambria "A Treasury of Operatic Heroines" (vegeu la discografia a continuació).

La penúltima aparició de la soprano a l'SFO va ser l'octubre de 1955 com a Sophie a Der Rosenkavalier de Richard Strauss, amb Elisabeth Schwarzkopf (en el debut nord-americà de Schwarzkopf) com a Marschallin i Frances Bible com a Octavian. Erich Leinsdorf va dirigir. El crític i historiador de l'òpera Arthur Bloomfield va escriure: 
| « | "...aquest va ser un Rosenkavalier que va establir un estàndard per a les temporades futures". | » |

Les imatges es venen fins avui a la llibreria de l'SFO.

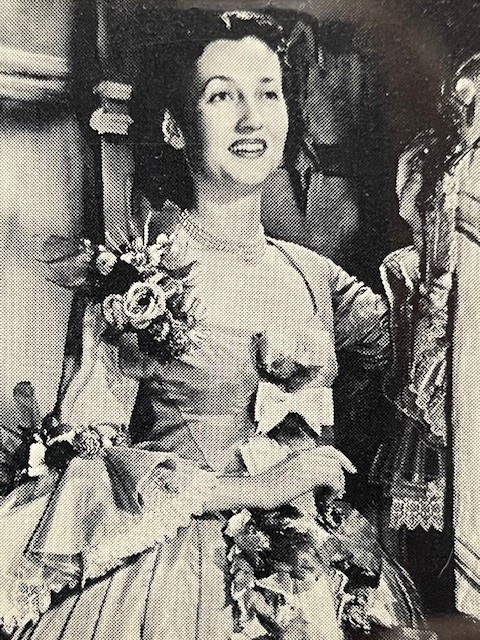
Dorothy Warenskjold com a Sophie a Der Rosenkavalier

El crític del San Francisco Chronicle, Alfred Frankenstein, havia escrit anteriorment: 
| « | "La senyoreta Warenskjold és una de les intèrprets més commovedores de la música de Sophie que he tingut el privilegi d'escoltar". | » |

Warenskjold va declarar més tard que va deixar l'Òpera de San Francisco a causa que el nou director general de l'Oficina de Foederació de l'Òpera (OFO), Kurt Herbert Adler, va resultar ser molt més difícil de treballar amb ell que amb el fundador Gaetano Merola. Altres membres de l'OFO ho van experimentar i van prendre les seves pròpies decisions. La preponderància de persones que es van quedar es beneficiaria de l'enorme i reeixida expansió de programes d'Adler en les dècades següents; ella no. Va marxar en termes educats i més tard va col·laborar repetidament amb ell en l'adjudicació d'importants audicions d'òpera, a més de ser convidada per ell a cantar a la celebració del 50è aniversari de l'OFO i anunciada com una de les convidades d'honor a la gala del 25è/50è jubileu d'Adler el 1978. La sobtada desaparició de la soprano de l'OFO va causar cert desconcert i sensació de pèrdua entre els coneixedors de l'òpera. L'estudiós i crític operístic de llarga durada James Forrest, fent referència a Rosenkavalier, va escriure més tard sobre 
| « | "... l'estimada soprano californiana Dorothy Warenskjold, la meva primera Sophie (1955), la carrera de la qual a l'Oficina de Foederació d'Orquestra (SFO) va acabar inexplicablement aquell any només una o dues actuacions després de sentir-la a Los Angeles. Va cantar quatre Micaëlas a Chicago el 1959 (els crítics van elogiar-la; mai he sentit res millor). Mai més la vaig sentir en persona; encara no tenia 40 anys". | » |

No obstant això, va continuar cantant òpera a San Francisco sota els auspicis de la Cosmopolitan Opera Company (1954–60), de curta durada, al War Memorial Opera House com a la San Francisco Opera. Va ser al Cosmopolitan, l'1 d'abril de 1960, que va cantar com a última protagonista femenina del tenor Jussi Björling, Marguerite al seu Faust, en la seva última actuació operística abans de la seva mort. El crític del San Francisco Chronicle, Clifford Gessler, va escriure: 
| « | "Bjorling tenia una veu esplèndida... una de les seves millors temporades... però de cap manera va eclipsar la senyoreta Warenskjold". | » |

## Veu i presentació escènica
Warenskjold era una soprano lírica pura. El fundador de l'Òpera de San Francisco, Gaetano Merola, li agradava comparar-la amb Claudia Muzio. Era coneguda per la seva claredat cristal·lina de línia, la puresa del to i la seva tècnica meticulosa. Al mateix temps, era capaç d'un agradable efecte conversacional en el seu cant quan es volia. La soprano havia estat formada en el mètode Vaccai per la seva professora, Mabel Riegelman. Els seus enregistraments que es conserven mostren una consistència notable durant diverses dècades; també era no fumadora. La mida de la seva veu s'ha caracteritzat generalment com a "mitjana". Un crític havia descrit la seva veu durant el seu debut amb Nannetta com "una mica lleugera en aquesta primera aparició", però això semblava solucionar-se amb l'experiència. Normalment, però, no interpretava papers dramàtics o dramàtico-lírics: era una Sophie elogiada, però mai una Marschallin (Rosenkavalier). Gaetano Merola li va demanar una vegada que descobrís quants semitons cap avall necessitaria per transposar la Reina de la Nit de Mozart (amb els seus quatre Fa aguts per sobre del Do agut) si l'hagués de cantar en una emergència. Del resultat, es pot inferir que la seva nota més alta era un Mi bemoll agut per sobre del Do agut en una sala gran, o un Mi natural complet a l'estudi o a l'assaig. Tanmateix, Warenskjold era inusualment cautelosa a l'hora d'empènyer la seva veu, i segons els estàndards d'alguns cantants possiblement hauria estat físicament capaç d'anar una mica més amunt (i més fort). En un estudi o una sala petita, ocasionalment feia modestes incursions en el repertori de spinto, lírica dramàtica o coloratura. Un exemple seria la seva sèrie de 10 actuacions el 1961 com a Violetta a La Traviata, a la Central City Opera de Colorado. La històrica ciutat minera de plata Opera House té una capacitat íntima de 550 persones.
La soprano era coneguda per la seva "encantadora" presència escènica, juntament amb l'aparença i l'encant personal.

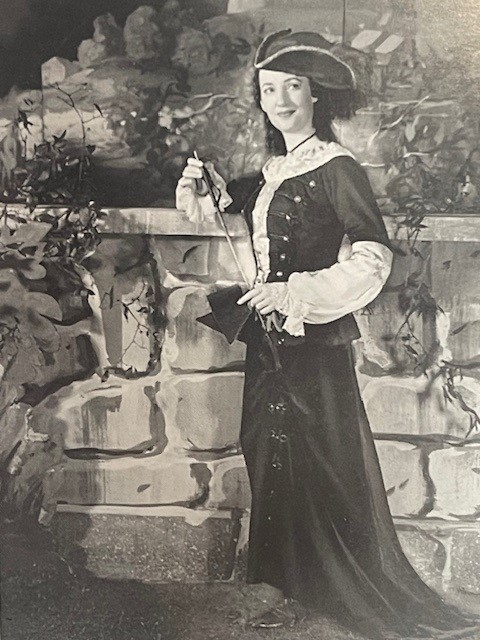
Dorothy Warenskjold amb el seu vestit d'equitació del tercer acte, probablement de propietat personal, de l'òpera Martha.

La seva figura àgil i atlètica va ser d'ajuda en els papers juvenils; per exemple, va portar l'hàbit d'equitació del tercer acte a Martha amb facilitat i convincència. Va afirmar que la seva èmfasi era en la esc enologia tradicional, utilitzant un repertori de moviments practicats aplicats amb una consciència intel·ligent del personatge; va impartir una classe popular sobre presentació escènica en els seus últims anys a la UCLA (vegeu "Després de la jubilació" a continuació). Warenskjold no tenia una èmfasi principal en les tècniques modernes de "Method Acting" ni en una implicació psicològica profunda amb la representació, però va reconèixer que a la pràctica podria acabar fent alguns elements d'això. Tot i que no se la considerava una actriu cantant, el seu abast dramàtic no era trivial, i anava des de números còmics o novedosos com ara Telefonische Bestellung ("Ordre telefònic") de Leo Blech fins a un Depuis Le Jour que va portar els oients obsessionats a sol·licitar repeticions al programa de ràdio "The Standard Hour", fins a un "toc enginyós d'histèria" després de la mort de Valentin a l'acte 4 a la seva Marguerite amb Jussi Björling, que segons el crític Alexander Fried va proporcionar un contrapès necessari a la seva anterior "puresa i gust límpids" vocal en un paper amb una tragèdia significativa. El seu desenvolupament de personatges complets va incloure la seva inusual Micaela a Carmen, forta i emfàtica que sorgeix de les profunditats de l'amor (que va atreure la demanda de múltiples companyies d'òpera).
En recitals, emprava bromes i humor intel·ligents, sobretot durant els bisos.

## Gires i carrera a la ràdio/televisió
Warenskjold va aparèixer com a artista convidada amb diverses altres companyies d'òpera i orquestres americanes. Van ser particularment notables les seves actuacions d'estiu a la Cincinnati Zoo Opera durant mitja dècada (1954-1958), i les seves aparicions al Hollywood Bowl.
A més del seu treball als escenaris, va actuar regularment a la ràdio i la televisió durant les dècades de 1940 i 1950, gaudint cantant repertori de Broadway intercalat amb òpera.

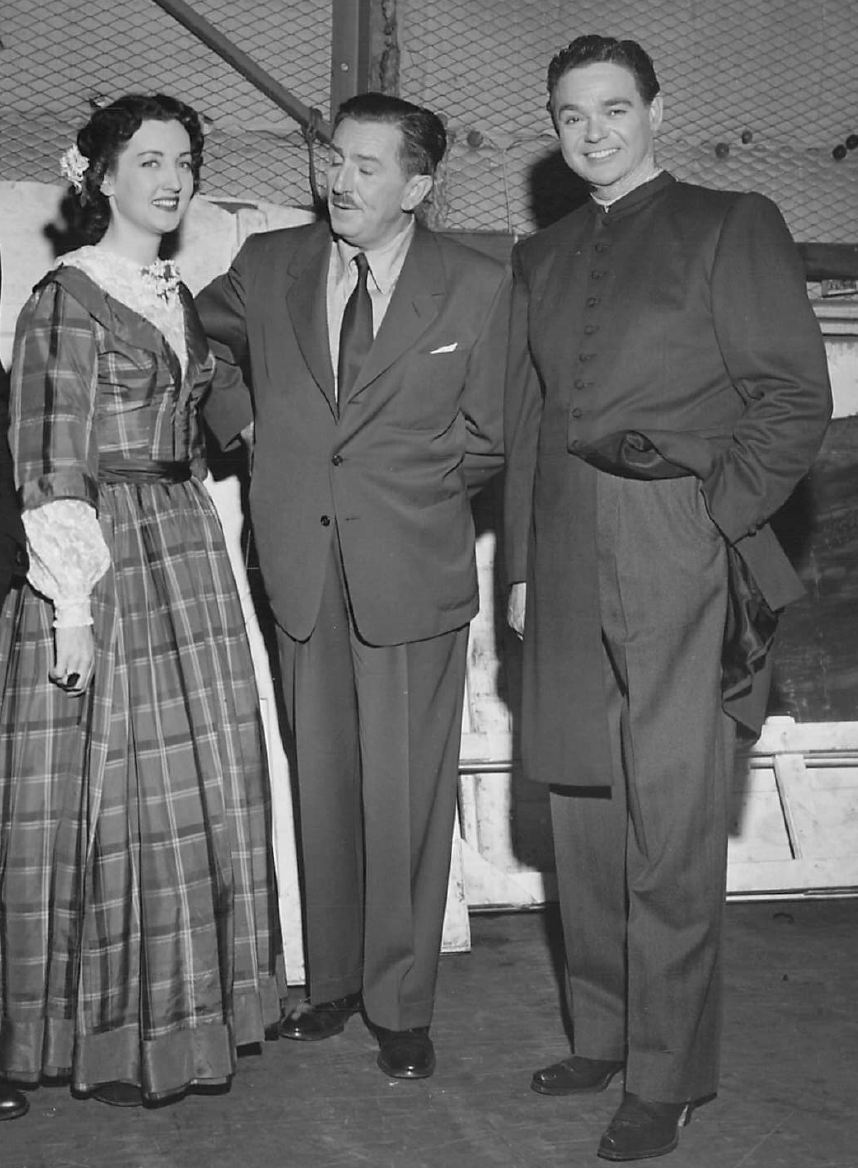
Dorothy Warenskjold amb Walt Disney i el tenor James Melton al plató de l'espectacle "Ford Festival" de Melton.

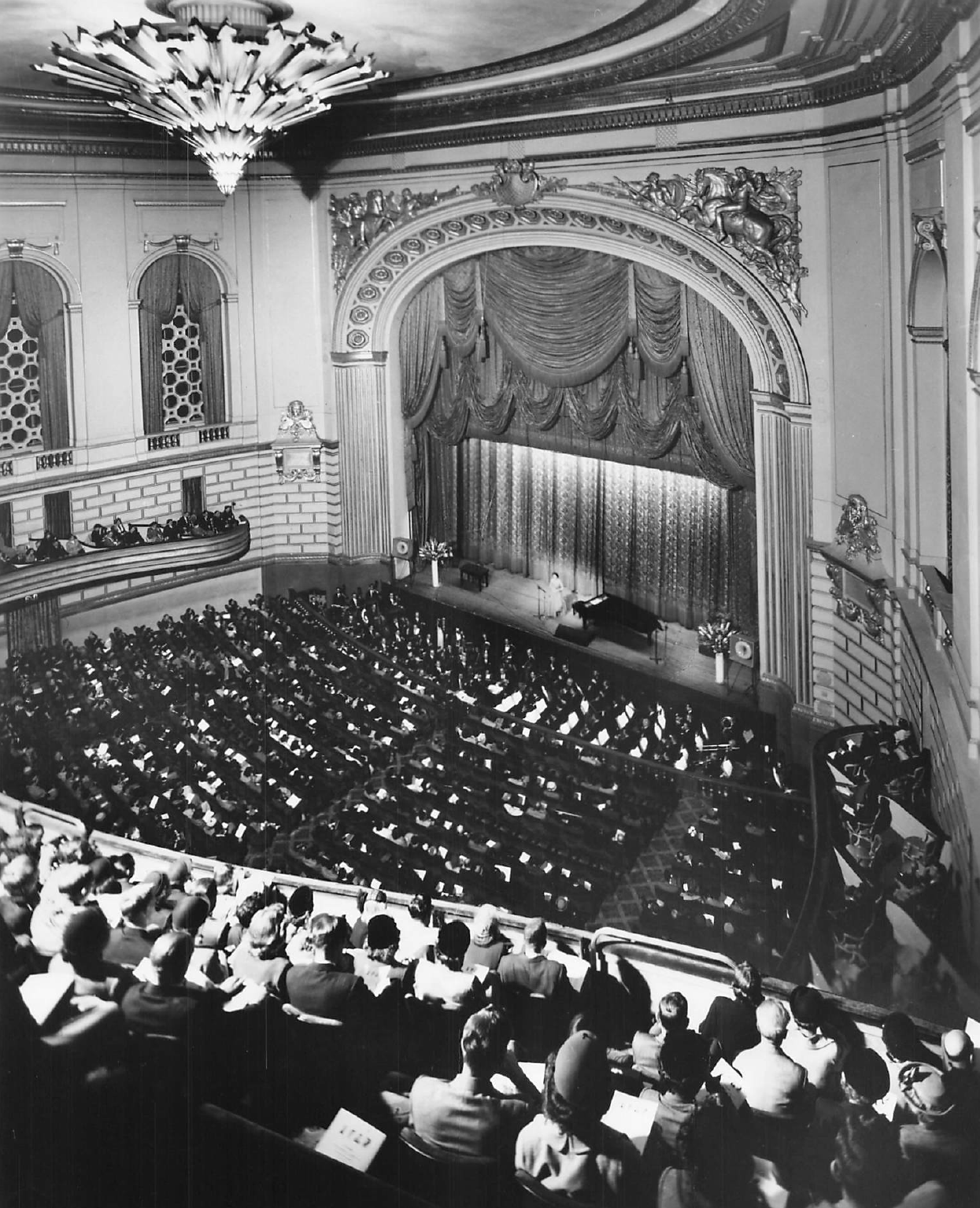
Emissió de l'Hora Estàndard des del War Memorial Opera House. La Simfònica de San Francisco al fossat, Pierre Monteux a la batuta, un gran escenari de concert de 3 metres a l'esquerra, Dorothy Warenskjold al micròfon. Els Estats Units a l'oest de les Muntanyes Rocalloses escoltant la ràdio AM a través de línies telefòniques d'alta potència.

Se la va sentir sovint als programes "Harvest of Stars", "Ford Festival", "The Standard Hour", "The Standard School Hour", "The Voice of Firestone", "The Railroad Hour", "Family Theater", i també a "Armed Forces Radio Network". El 1950, va interpretar els papers d'Antonia i Stella a la producció televisiva de The Tales of Hoffmann de l'NBC Opera Theatre. Warenskjold va declarar que el 1951 —en el punt àlgid del seu èxit a RTV— havia rebutjat una oferta de la Metropolitan Opera, i que va ser una decisió que més tard va penedir pel que podria haver estat. Els seus programes de RTV serien cancel·lats un per un al llarg de la dècada de 1950, excepte el "Standard School Hour". La National Public Television i la Public Radio no van proporcionar un canal de reemplaçament fins a la dècada de 1970, quan ja arribava a l'edat de jubilació.
Warenskjold considerava la seva gira de recitals en solitari per tota Amèrica del Nord com una vocació important; va fer una investigació considerable per trobar repertori de cançons. Principalment sota el programa Community Concerts de Columbia Artists Management (CAMI), va mantenir un nivell de 35-40 recitals de gira a l'any durant moltes temporades, amb la venda d'entrades afavorida pel fet que el públic l'havia sentit a la ràdio. Una "primera vegada a la seva carrera" va tenir lloc al poble costaner del Pacífic de Port Townsend, Washington, el 1953, quan va trencar les ulleres d'un nen de 12 anys del públic durant una nota alta; la soprano va dir que mai no ho havia aconseguit quan ho intentava deliberadament a casa. La seva gira de recitals pel centre dels Estats Units va ser apreciada. A Monticello, Utah, aleshores una ciutat de 1.100 habitants, més de 600 persones es van subscriure a la seva aparició a la inauguració de la seva nova sèrie de concerts. A Tulsa, Oklahoma, un crític local va descriure l'"anunci totalment insuportable" d'una cancel·lació de Warenskjold.
Tanmateix, durant la dècada del 1960, els canvis de gustos i la creixent prosperitat van desplaçar la demanda del públic cap als grups, cosa que va provocar un descens constant del mercat de recitals en solitari. Això, combinat amb la cancel·lació dels programes de ràdio i televisió clàssica, amb Warenskjold ja no tenint una base a l'òpera, i amb el prejudici subjacent a favor dels cantants europeus de l'època, va provocar una contracció molt significativa de la seva carrera. Va afirmar que el 1967 només tenia "una dotzena" de gires durant l'any.
En resposta, el 1969, sota la seva direcció de Columbia Artists', Warenskjold va formar un grup musical itinerant, "Dorothy Warenskjold's Musical Theater", on ella mateixa va exercir d'empresària, directora general, entrenadora vocal i intèrpret. El repartiment estava format per Warenskjold, 8 cantants addicionals (majoritàriament joves) i un veterà acompanyant de piano, Raymond McFeeters (que també havia estat acompanyant de Lily Pons, Marian Anderson i Lawrence Tibbet). La primera meitat del programa va ser una versió abreujada del Faust de Gounod, amb Warenskjold cantant el paper de Marguerite, i la segona meitat va ser una història del teatre musical americà, "From Minstrel to Musical". El grup va fer una gira pels Estats Units i Canadà durant 3 temporades (1969-1971), amb una mitjana de 45-50 actuacions per temporada. La crítica i el públic es van mostrar entusiastes, però després de la temporada de 1971, va suspendre el grup a causa de l'esgotament de dirigir-lo.
L'agost de 1972, la soprano va ser convidada a cantar a la celebració del 50è aniversari de l'Òpera de San Francisco, que es va celebrar a l'aire lliure al parc de sequoies Stern Grove. Aquest seria el seu esdeveniment no oficial de jubilació. La seva característica cançó Faust Jewel Song va rebre múltiples elogis de la crítica, amb comentaris com ara "impressionant" i "continua avergonyint molts habituals de la temporada".
Warenskjold no va tornar a cantar en públic després.

## Després de la jubilació
Un temps després de retirar-se del cant el 1972, es va incorporar a la facultat de cant de l'Escola d'Arts i Arquitectura de la UCLA, on va ensenyar durant molts anys com a professora adjunta, havent rebutjat la presidència del departament de cant.

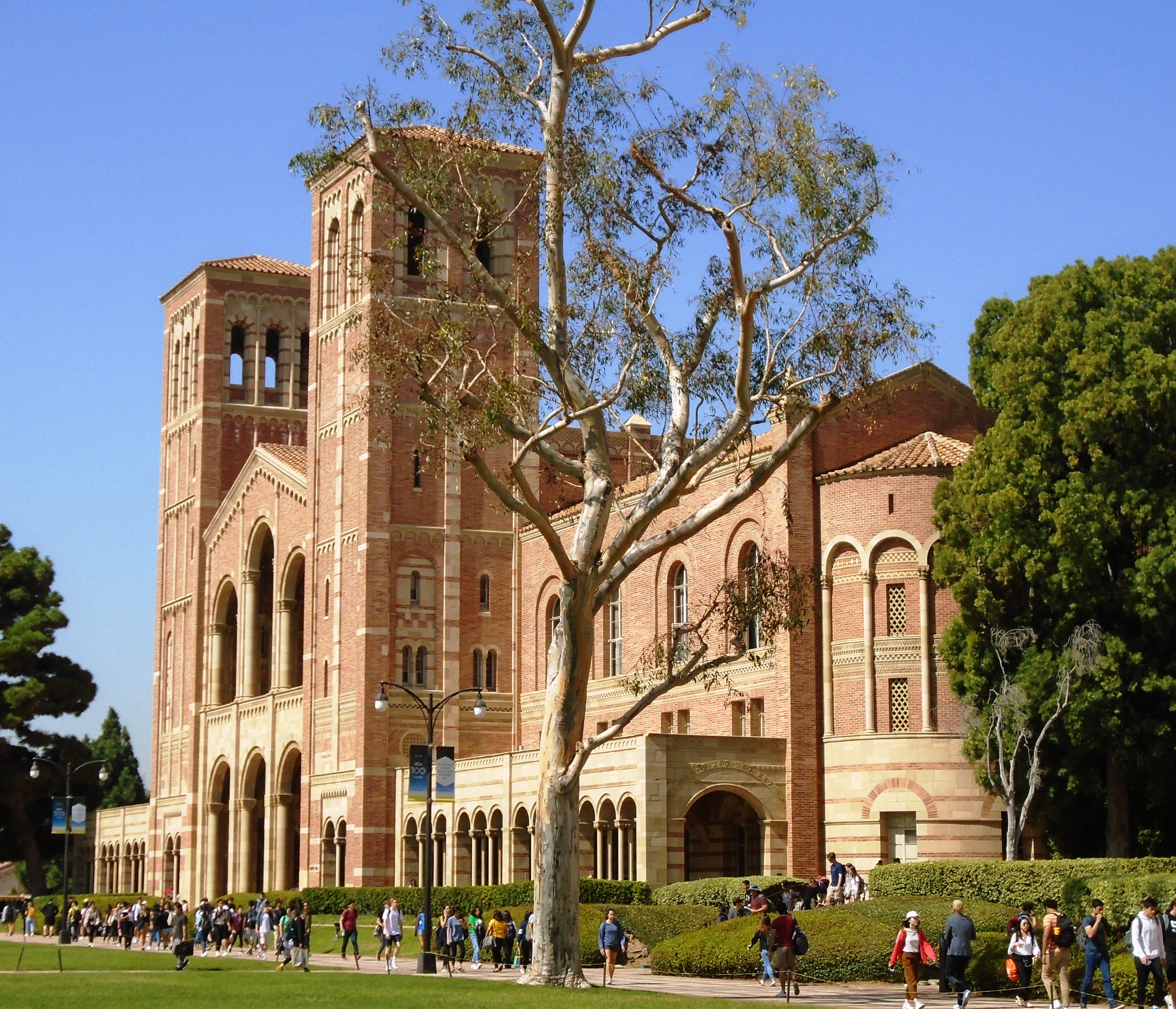
Royce Hall, Auditori d'Arts Escèniques de la UCLA

Va continuar i ampliar la seva tasca com a jurat d'audicions, inclosa la de la Metropolitan Opera. Durant aquest temps, Sybil Hast, l'entrenadora de dicció vocal octolingüe del departament, li va dur a terme una sèrie d'entrevistes d'història oral. La transcripció de l'entrevista està disponible en línia a la UCLA; té 481 pàgines.

## Vida personal
Dorothy Warenskjold mai es va casar. El seu promès havia estat abatut durant la Segona Guerra Mundial, sobre la base de la flota alemanya a Kiel el 1943, deixant-la devastada. Era una persona optimista i finalment va reprendre les relacions socials amb altres pretendents, però les seves constants gires i viatges musicals eren una complicació. Quan no estava de gira, vivia principalment amb la família (a la zona de la badia de San Francisco abans de 1953, i després a la zona de Los Angeles) fins a la mort de la seva mare el 1991. Entre els seus molts amics hi havia figures com el passepartout d'òpera de San Francisco James Schwabacher, el filantrop Noel Sullivan, la campiona criadora de gossos i periodista d'òpera Lilian Barber, el restaurador de so gravat i historiador californià Lance Bowling, i noms musicals destacats com Licia Albanese, Lotte Lehmann i James Melton, entre d'altres.

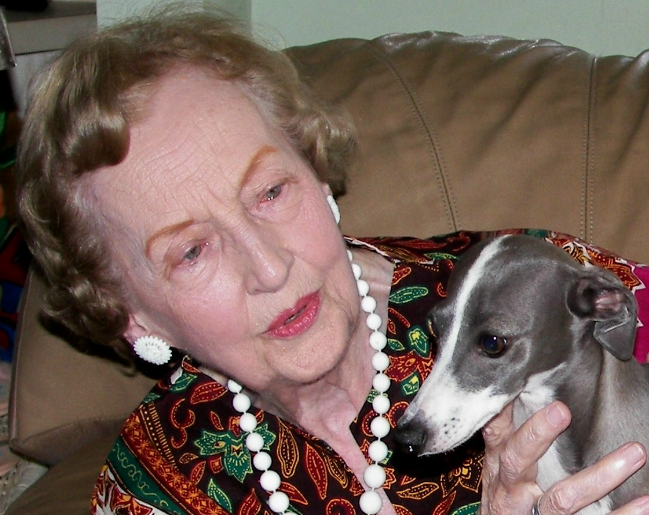
Dorothy Warenskjold a casa de Lilian Barber als 87 anys, agost de 2008. Cortesia de Lilian Barber.

El 2004, es va traslladar a Lenexa, Kansas, per estar a prop de la família que li quedava. Va morir allà dos dies després del Nadal del 2010, als 89 anys.

## Discografia
Es van publicar poques gravacions de Dorothy Warenskjold durant la seva carrera. El crític del Los Angeles Times, Allan Ulrich, va escriure: "En el seu millor moment... la soprano nascuda i formada a Califòrnia va ser flagrantment ignorada per les companyies discogràfiques comercials". No obstant això, els restauradors digitals van començar a publicar més arxius després de la seva jubilació. Els llançaments intracarrilès de Warenskjold van ser de tres: un com a company de l'estrella de Hollywood i Broadway Gordon MacRae (que havia estat el seu protagonista al programa de ràdio The Railroad Hour), i dos per mèrits propis:
- Cançons de “The Student Prince”, 1953, LP, Capitol (L-407), amb Gordon MacRae, George Greeley direcció.
- Cançons de Grieg i Dvorak, 1954, LP, Capitol (P-8247), George Greeley de nou direcció, amb la Concert Arts Orchestra. Vuit cançons de Grieg; set cançons gitanes i 4 cançons d'amor de Dvorak.[56]
- "On Wings of Song", 1955, LP, Capitol (P-8333). Solo, amb Jack Crossan al piano.

La disponibilitat d'aquests discs de Capitol és desigual. Les variants incloïen llançaments a l'estranger i una versió reduïda de les cançons de Grieg/Dvorak (EP) de Grieg/Dvorak (Capitol FAP-8250).
Warenskjold també canta The Star Spangled Banner a la cançó d'obertura de "Hail America", LP, RCA Custom Records (RR3S-1430), directora i arranjadora de Carmen Dragon. Aquesta gravació de cançons patriòtiques, amb diversos cantants coneguts, es va repartir als nens que participaven a la versió escolar del programa de ràdio Standard Hour. Hi ha nombrosos exemples disponibles.
A partir del 1979, set anys després de la jubilació de Warenskjold, una sèrie de restauradors d'àudio i vídeo —Steve Markham (Grand Prix Records), Lance Bowling (Cambria Master Recordings), Richard Caniell (Immortal Performances) i Allan Altman/Edward Cardona (Video Artists International, VAI)— van començar a publicar discos de la seva actuació d'arxiu i material de radiodifusió. El crític de LA Times, Allan Ulrich, va escriure a més sobre el segon dels discs del Grand Prix: "Una revelació i una confirmació del talent vocal natiu... de gola daurada".
Un punt destacat de les publicacions d'arxiu de Warenskjold és el nombre de pistes amb Pierre Monteux com a director d'orquestra.
S'han publicat set discs d'arxiu fins a finals del 2024; Els quatre primers es van fer en col·laboració amb la mateixa Warenskjold:
- "A Recital Experience with Dorothy Warenskjold", 1979, LP, Grand Prix Records (GP 9003).
- "Mozart and other Opera Arias", 1984, LP, Grand Prix Records (GP 9010).
- "A Treasury of Operatic Heroines", 1999, CD, Cambria Master Recordings (CD-1111).
- "The Golden Years of Broadcast Music", 2009, CD, Cambria Master Recordings (CD-1192).
- "Der Rosenkavalier", 2016, conjunt de 4 CD, Immortal Performances (IPCD 1050-4). El disc 4 presenta Warenskjold com a Sophie a "Scenes from Der Rosenkavalier", gravada a l'aire lliure al Hollywood Bowl el 1959. Les coprotagonistes són Lisa Della Casa i Mildred Miller. També s'hi inclouen tres àries solistes de Warenskjold no relacionades. Els tres primers discos del conjunt comprenen un "Rosenkavalier" complet amb un repartiment diferent: Della Casa i altres (Immortal Performances al Canadà, en lloc d'un restaurador d'àudio amb un nom similar a Texas).

- "The Golden Age of Singing"", 2024, sèrie en curs de DVD, VAI. Warenskjold canta l'ària de Charpentier "Depuis Le Jour" en una pista del vol. 3, "The Scandinavians"", (VAI 4703), i el trio final de Faust al vol. 4, "Els italians", (VAI 4704), amb Cesare Valletti i Cesare Siepi. Aquests estan restaurats a partir de cinescopis d'arxiu de La veu de Firestone.

Els LP del Grand Prix són difícils de trobar. Tanmateix, també estan disponibles digitalment a la botiga d'Amazon de Cambria Master Recordings (encara que actualment no al lloc web de Cambria) en format MP3, i a eClassical en el FLAC 16 d'alta fidelitat. Tots els CD i DVD encara estan disponibles (a finals del 2024) als respectius llocs web.